# Гетто в Добруше
Гетто в До́бруше (октябрь — 21 ноября 1941) — еврейское гетто, место принудительного переселения евреев города Добруш Гомельской области и близлежащих населённых пунктов в процессе преследования и уничтожения евреев во время оккупации территории Белоруссии войсками нацистской Германии в период Второй мировой войны.

## Оккупация Добруша и создание гетто
В 1939 году в городе Добруш жил 441 еврей. Из них более 2/3 успели и сумели уйти перед приходом немцев.
Добруш был захвачен немецкими войсками 22 (19) августа 1941 года, и оккупация продлилась 2 года и 1,5 месяца — до 10 октября 1943 года.
В течение двух месяцев со дня оккупации евреям позволили жить в своих домах, но запретили посещать общественные места, ходить по главным улицам и общаться с неевреями. Евреям с 10-летнего возраста под страхом смерти запретили выходить без нашитых на верхней одежде желтых ленточек слева на груди и на слева на спине.
Реализуя нацистскую программу уничтожения евреев, немцы создавали гетто почти во всех городах и населённых пунктах Беларуси, где проживало еврейское население. Так и в Добруше оккупанты организовали гетто. В конце октября 1941 года евреев Добруша — 106 человек — переписали, обманывая, что это делается для подготовки их переселения в Палестину. После перерегистрации евреев города и из ближних деревень под охраной отвели за 3 километра к югу от города и заселили в два барака машинно-тракторной станции (МТС).

## Условия в гетто
Евреям под угрозой смерти запретили выходить за границу территории МТС и появляться в городе. Их морили голодом и холодом, а полицейские и немцы всячески над ними издевались.
Узников использовали на самых тяжелых и грязных принудительных работах: вылавливать бревна из реки, разгружать вагоны, убирать улицы.

## Уничтожение гетто
19 ноября 1941 года (в октябре) трудоспособных узников заставили выкопать яму рядом с МТС (3 километра от города) — 10 метров в длину, 2 метра в ширину и 2 метра глубиной. 21 ноября в 10 часов к МТС закрытые машины привезли 19 коммунистов и их расстреляли. После этого расстреляли всех евреев — более 120 (184, 103) человек, в основном это были женщины старики и дети. Расстреливали немцы и местные полицаи.
«Акция» (таким эвфемизмом нацисты называли организованные ими массовые убийства) длилась с 10 часов утра до 15.00 дня. Были убиты 125 (103) человек — 19 коммунистов и 106 евреев.
Часть вещей убитых евреев забрали полицейские, оставшееся на восьми телегах свезли в управу и затем продавали через ларек.
5 апреля 1942 года в Добруше расстреляли ещё около 70 местных евреев и 7-8 из ближайшей деревни.

## Организаторы и исполнители убийств
Чрезвычайная государственная комиссия (ЧГК) установила, что главными виновниками и исполнителями массовых убийств евреев Добруша были: бургомистр Добруша М. Соболев; заместитель бургомистра Карп Амельченко; начальник секретной части городской управы Василий Желдаков; начальником полиции Федосий Семенчук; начальник тюрьмы Ануфрий Клименков; следователь Леонард Ганцевский; начальник жилищного отдела городской управы Добруша Чабурко; урядники Даниил Сукалин и Морозов Илья Романович; наиболее активные садисты-полицейские Кирилл Царев, Лапунов М. Н., Хацков, Качанов, Давыдулин и другие.

## Память
При вскрытии места массового захоронения в районе МТС ЧГК установила, что многие жертвы были закопаны живыми, испытав мучительную смерть.
В 1964 году на улице Гомельская в Добруше был установлен первый памятник из оштукатуренного кирпича в память убитым евреям. В 1982 году он был заменён на новый гранитный памятник, рядом с которым установили две плиты с известными фамилиями убитых.
Опубликованы неполные списки жертв геноцида евреев в Добруше.